# Ahmad Shah Khan
Ahmad Shah (Elian) (Dari : احمد شاه خان, Pastún : احمد شاه خان; Kabul, 23 de septiembre de 1934-4 de junio de 2024) fue un príncipe heredero afgano. Como segundo hijo Mohamed Zahir Shah, último rey de Afganistán, fue el príncipe heredero. Ostentó el título de jefe de la casa de Barakzai —desde la muerte de su padre en julio de 2007 hasta su fallecimiento en junio de 2024.

## Biografía
En el momento de su nacimiento en el palacio Arg-e-Shahi, ocupaba el segundo lugar en la línea de sucesión al trono afgano tras su hermano mayor, Muhammed Akbar Khan. Sin embargo, la muerte de éste el 26 de noviembre de 1942, lo convirtió en heredero aparente y príncipe heredero de su padre.
La primera etapa de su educación la recibió en Esteqlal High School y College of Military Science, de Kabul.
Posteriormente asistió a la Universidad de Oxford, al Instituto de Estudios Políticos de París (IEP) y más tarde, trabajó en el Ministerio de Asuntos Exteriores en Kabul.
Tras el golpe de Estado de 1973 que depuso a su padre y acabó con la monarquía en Afganistán, Ahmad Shah fue uno de los catorce miembros de la familia real arrestados, siéndole permitido abandonar el país rumbo a Roma el 26 de julio. Posteriormente se instaló en el estado de Virginia, Estados Unidos, y se dedicó a escribir poesía.
Desde la muerte de su padre el 23 de julio de 2007, fue el heredero varón superviviente de mayor edad, y a diferencia de él, no poseyó el título oficial de Baba-e-Melat-e-Afganistán (Padre de la Patria de Afganistán).

## Matrimonio y descendencia
Se casó en Kabul en 1961 con la princesa Khatul Begum, hija de  Muhammad Umar Khan Zikeria y la princesa Sultana Begum, quien fue cuarta hija de Mohamed Nadir Shah, rey de Afganistán entre 1929 y 1933. El matrimonio tuvo dos hijos y una hijaː
- Príncipe Muhammad Zahir Khan (n. 26 de mayo de 1962). Se casó con la princesa Oshila Begum (n. 1958). Ellos tienen una hija:
  - Princesa Roxanne Khanum (n. 1988).
- Príncipe Muhammad Emel Khan (n. 1969).
- Princesa Hawa Khanum (n. 1963). Se casó con el sultán Muhammad Nawaz (n. 1963).

## Títulos y tratamientos
Esta tabla aún no está actualizada. Puedes contribuir aportando información sobre títulos y tratamientos de esta persona.

## ˈReferencias
1. ↑  Véase «Tratamientos protocolarios de la monarquía»
2. 1 2  Redacción (4 de junio de 2024). «افغانستان در آمریکا شاهزاده احمدشاه، آخرین ولیعهددرگذشت». BBC News (en árabe) (Londres). Consultado el 5 de junio de 2024.
3. ↑  Middle East Economic Digest, page 3
4. ↑  The head that wore the Crown

- Datos: Q3918429
- Multimedia: Ahmad Shah Khan / Q3918429